# تايرون وودز
تايرون وودز (بالإنجليزية: Tyrone Woods)‏ هو لاعب كرة قاعدة أمريكي، ولد في 16 أغسطس 1969 في بروكسفيل في الولايات المتحدة.

## وصلات خارجية
- تايرون وودز على موقع الدوري الياباني لكرة القاعدة (الإنجليزية)
- تايرون وودز على موقع دوري كوريا الجنوبية لكرة القاعدة (الإنجليزية)
- تايرون وودز على موقعبيزبول رفرنس.كوم (الدوري الثانوي) (الإنجليزية)